# A magyar labdarúgó-válogatott 2018. június 6-i mérkőzése
A magyar labdarúgó-válogatott barátságos mérkőzése 2018. június 6-án, Budapesten, a OSZK Bresztszkij stadionban, az ellenfél Fehéroroszország válogatottja. Ez volt a magyar labdarúgó-válogatott 926. hivatalos mérkőzése és a két válogatott egymás elleni 3. összecsapása. A mérkőzés 1–1-s döntetlenre végződött.

## Helyszín
A találkozót Breszten, a OSZK Bresztszkij stadionban rendezték.

## Örökmérleg a mérkőzés előtt
| Sorszám | Időpont     | Helyszín | Eredmény  | Kiírás |
| ------- | ----------- | -------- | --------- | ------ |
| 1/762   | 2002.04.17. | Debrecen | 2–5 (1–4) | –      |
| 2/876   | 2013.02.06. | Belek    | 1–1 (1–0) | –      |

| M | Gy | D | V | G+ | G– | Gk | %    |
| - | -- | - | - | -- | -- | -- | ---- |
| 2 | 0  | 1 | 1 | 3  | 6  | –3 | 33,3 |

Források: , 

## A mérkőzés
| 2018. június 6. 19:45 |

| Fehéroroszország | 1–1               | Magyarország |
| ---------------- | ----------------- | ------------ |
| Szaroka 26'      | (1–1) Jegyzőkönyv | 29' Varga R. |

| OSZK Bresztszkij stadion, Breszt Nézőszám: 9 000 Játékvezető: Harald Lechner (osztrák) |

### Az összeállítások
| Fehéroroszország | Magyarország |

| K                        | 16 | Harbunow     |     |     |
| V                        | 5  | Palyakow     |     |     |
| V                        | 17 | Sivakow      |     |     |
| V                        | 4  | Shitov       |     |     |
| KP                       | 19 | Valadzko     |     |     |
| KP                       | 22 | Stasevich    |     | 82' |
| KP                       | 2  | Drahun       |     |     |
| KP                       | 15 | Kislyak      |     | 62' |
| KP                       | 18 | Mayewski     |     |     |
| KP                       | 8  | Savitski     |     | 71' |
| CS                       | 10 | Szaroka      |     |     |
| Cserék:                  |    |              |     |     |
| KP                       | 14 | Karnyicki    | 88' | 62' |
| KP                       | 9  | Kavalyow     |     | 71' |
| CS                       | 20 | Laptsew      |     | 71' |
| CS                       | 13 | Skavysh      |     | 82' |
| Fel nem használt cserék: |    |              |     |     |
| K                        | 1  | Hutar        |     |     |
| K                        | 22 | Scherbitskiy |     |     |
| KP                       | 23 | Baha         |     |     |
| KP                       | 7  | Sikavka      |     |     |
| V                        | 21 | Veratsila    |     |     |
| V                        | 3  | Martynovich  |     |     |
| V                        | 11 | Hawrylovich  |     |     |
| V                        | 6  | Pavlovets    |     |     |
| Vezetőedző:              |    |              |     |     |
| Igor Kriushenko          |    |              |     |     |

| K                        | 1  | Gulácsi        |     |     |
| V                        | 2  | Szabó J.       |     |     |
| V                        | 4  | Kádár          |     |     |
| V                        | 3  | Vinícius       |     |     |
| KP                       | 7  | Dzsudzsák      |     | 65' |
| KP                       | 6  | Elek           |     | 70' |
| KP                       | 15 | Kleinheisler   |     | 78' |
| KP                       | 8  | Nagy Á.        |     | 46' |
| CS                       | 9  | Szalai Á.      |     | 65' |
| CS                       | 17 | Varga R.       |     |     |
| CS                       | 14 | Lovrencsics G. | 86' |     |
| Cserék:                  |    |                |     |     |
| KP                       | 10 | Vadócz         |     | 46' |
| CS                       | 13 | Böde           |     | 65' |
| CS                       | 11 | Sallai R.      |     | 65' |
| KP                       | 19 | Pátkai         | 88' | 70' |
| KP                       | 16 | Varga J.       | 89' | 78' |
| Fel nem használt cserék: |    |                |     |     |
| K                        | 12 | Dibusz         |     |     |
| K                        | 22 | Kovácsik Á.    |     |     |
| V                        | 20 | Guzmics        |     |     |
| V                        | 21 | Korcsmár       |     |     |
| V                        | 25 | Botka          |     |     |
| KP                       | 26 | Szoboszlai     |     |     |
| CS                       | 18 | Eppel          |     |     |
| Vezetőedző:              |    |                |     |     |
| Georges Leekens          |    |                |     |     |